# アースケア
株式会社アースケアは、大阪府豊中市に本社を置くオリジナル化粧品や健康食品等の企画開発、製造、通信販売会社。「肌をキレイにする」に関わる商品・サービスの提供を行っている。

## 事業
2000年2月に基礎化粧品の卸売業として創業。2002年に卸売業から、Eコマースによるオリジナル商品の販売に業態転換し、「とくとく定期お届けサービス」などのサービスを運営している。
2011年には、創業時よりこだわる自社内での発送作業や電話受付業務を拡充させるために、自社ビルを新設する。
スキンケアに関する情報サイト「10万人のスキンケア」を運営し、肌トラブルで悩む人への情報発信も展開している。

## 特色
- 極度の敏感肌・乾燥肌の代表者が、自身が使えることを基準に基礎化粧品を開発。
- 保湿に特化したオールインワンゲル（アクアテクトゲル）が主力商品。
- すべての商品は、顧客からの要望・感想をもとに開発。複数の顧客が試用し、効果が実感できたものだけを商品化することをモットーとしている。
- 「肌を健康にするには、使用者自身が化粧品や情報を見極める知識を持つことが必要である」という考えから、スキンケア・化粧品に関する情報発信を創業以来継続して行っている。

## 主な商品
- アクシリオ[4]
  - アクアテクトゲル
  - ダブルクレンジングゲル
  - ピーリングゲル
  - アクアミストスプレー
  - フルラメラアイクリーム
  - やさしいリップバーム
  - 薬用スカルプケアシャンプー
  - 薬用スカルプケアコンディショナー
  - 薬用メディフェクトゲル
  - 薬用シルキーホワイトエッセンス
- キュベリィ
  - やさしいUVカットミルク
  - やさしい石けん
  - やさしいまつげ保湿液
  - オールシーズンUVスティック
- やさしいブラシ
- 美白日傘

## 沿革
- 2000年2月 - 株式会社アースケアを大阪市東淀川区に設立。基礎化粧品の卸売事業を開始。
- 2002年
  - 7月 - 基礎化粧品の卸売事業を移譲。
  - 8月 - 自社ウェブサイトと楽天市場にて、オリジナル基礎化粧品「アクシリオ」を販売するEコマース事業を開始。
- 2003年
  - 7月 - 楽天市場を退店。公式自社サイトでの販売のみに方針転換。
  - 9月 - 業界に先んじて、ログイン機能を持たせた会員専用サイトの運営を開始。
  - 10月 - インターネット通販専売化粧品メーカーとして初の定期お届けサービスを開始。
- 2004年 - 株式会社アースケアノースアメリカトレーディングでカナダでの販売を開始[5]。
- 2005年
  - 5月 - 敏感肌のための日焼け止め「やさしいUVカットミルク」を一般販売開始[6]。
  - 12月 - 業容拡大に伴い、同区内で移転。トイレタリー商品の開発を開始。
- 2006年2月 - 愛用者のモニターテストを経て、「やさしい石けん」や「やさしいシャンプー」と「やさしいコンディショナー」の販売開始[注 2]。
- 2011年6月 - 業容拡大に伴い、大阪府豊中市に自社ビルを新設し、移転。
- 2013年8月 - キレイ肌を作るための情報発信サイト「10万人のスキンケア」の運営事業を開始。
- 2015年6月 - オリジナルの健康食品「ステキレイ」と「うるキレイ」を開発し、販売を開始[注 3]。
- 2016年5月 - オリジナルの日傘「美白日傘」を開発し、販売を開始。
- 2018年12月 - オリジナルの化粧品「まつげ保湿液」のモニターテストを開始。
- 2019年5月 - オリジナル日傘「美白日傘」を一般販売開始[8]。
- 2020年
  - 5月 - オリジナル日傘「美白日傘」2020年度版の一般販売開始[9]。
  - 6月 - オリジナルの「アームカバー」を限定数量で販売開始し[10]、完売。
- 2021年2月 - オリジナルのリップ「やさしいリップバーム」のモニターテストを開始。同3月に販売開始。
- 2022年
  - 9月 - 会員専用サイトのリニューアル[2]。愛用者からのリクエストに応えるため楽天市場に出店。
  - 11月 - 海外販売となるShopifyにて、アクシリオシリーズの販売開始。
- 2023年
  - 2月 - オリジナルの目元・口元専用の「フルラメラアイクリーム」の販売開始。
  - 4月 - 海外出店となるShopeeにて、アクシリオシリーズの販売開始。
  - 6月 - 愛用者からのリクエストに応えるためYahoo!ショッピングに出店。
  - 7月 - 愛用者から募る「コラボレーター企画」の発動開始。愛用者からのリクエストに応えるためメルカリに出店開始。
  - 9月 - オリジナルの抗炎症作用を持つ「薬用スカルプケアシャンプー」と「薬用スカルプケアコンディショナー」の販売開始。同時に、敏感肌や感肌の頭皮悩みに答える「やさしいブラシ」も販売開始。
  - 10月 - 愛用者からのリクエストに応えるためAmazonに出店。
- 2024年
  - 4月 - オリジナルの抗炎症作用を持つ保湿ゲル「薬用メディフェクトゲル」の販売開始[11]。
  - 4月 - オリジナルの日焼け止め「オールシーズンUVスティック」の販売開始。
  - 6月 - オリジナルの美白美容液「薬用シルキーホワイトエッセンス」の販売開始。

## 主な受賞歴
- 2020年3月 - 第34回全日本DM大賞 銅賞入賞[12]